# Мурки

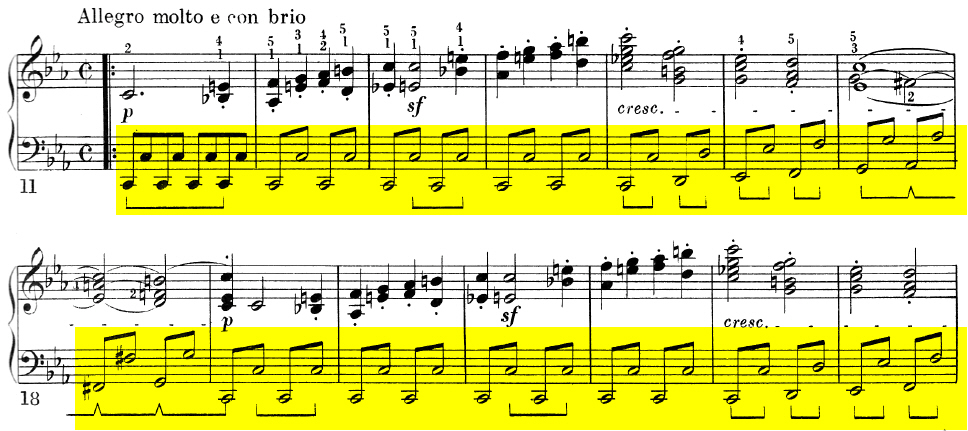
Илл. 1. Фактура «мурки» у Бетховена (показан фрагмент Allegro «Патетической» сонаты)

Му́рки (murky, mourcky, murzky, mourqui) — вид фактуры в клавирной музыке XVIII века (аккомпанемент ломаными октавами), а также музыкальный жанр с использованием такой фактуры.

## Краткая характеристика

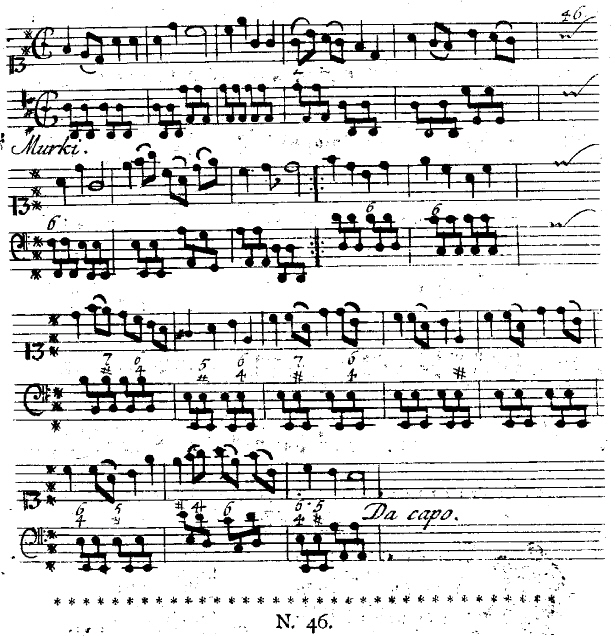
Илл. 2. Мурки в сборнике клавирных обработок песен «Singende Muse» (Лейпциг, 1741)

Этимология термина загадочна. Музыковед Ч. Р. Хальский указал (1958) на существование силезской (ныне польской) деревни Murcki, где якобы играли инструментальную народную музыку с использованием ломаных октав. Однако нотных примеров «народной» фактуры, в профессиональной музыке известной как мурки, Хальский не привёл. В результате «польская» этимология, основанная главным образом на лингвистических аргументах, не получила у современных музыковедов всеобщего признания. Напротив, ещё в XVIII веке немцы считали мурки вполне «местным» явлением, например, в «Критических письмах» (1759) Ф. В. Марпурга: «So wie die Deutschen ihre Murky, und die Franzosen ihre Musette haben: so haben die Pohlen ihre Masure.».
Название встречается в немецкой инструментальной музыке XVIII века, например, в клавирной партите К. Граупнера (C-dur, GWV 804). У К. Ф. Э. Баха «Богемская пьеса» (La Boehmer; Wq 117/26; H.81) в ряде копий подписана ремаркой «Мурки» (хотя в первопечатной версии 1754 года жанр никак не обозначен). Четырёхтомный сборник нетрудных обработок песен для фортепиано «Singende Muse an der Pleisse» (1741—1745) содержит надписание Murki в девяти пьесах (см. иллюстрацию 2). Использование мурки может происходить (и часто происходит) без каких-либо ремарок в партитуре, как, например, в пьесе «Волынка» (Musette), которая приписывалась И. С. Баху (BWV Anh. 126), или в начале Allegro Патетической сонаты Л. ван Бетховена (см. иллюстрацию 1).
Некоторые немецкие музыканты описывали технику мурки как «дилетантскую», считая её бесполезным дидактическим средством:

Сперва школяров мучают безвкусными Murkys и прочими Gassenhauer, где левая рука используется лишь для громыхания и потому становится совершенно непригодной к дальнейшему истинному употреблению, невзирая на то, что её надо упражнять прежде всего разумно, ибо намного труднее воспитать её так, чтобы она добилась равного мастерства с правой, которая по самой природе вещей постоянно активна.— К. Ф. Э. Бах (1753)
М. С. Друскин (1960) назвал мурки «стереотипным приёмом» клавирной музыки, наряду с Альбертиевыми басами или барабанными басами.